# Klaudia Borowiak
Klaudia Anna Borowiak (ur. 1975) – polska ekolożka, profesor nauk inżynieryjno-technicznych, profesor Katedry Ekologii i Ochrony Środowiska i dziekan Wydziału Inżynierii Środowiska i Inżynierii Mechanicznej Uniwersytetu Przyrodniczego w Poznaniu.

## Życiorys
2 czerwca 2005 obroniła pracę doktorską Ocena reakcji roślin bioindykacyjnych na występowanie ozonu troposferycznego (promotorka – Janina Zbierska), 11 czerwca 2015 habilitowała się na podstawie pracy pt. Ocena zmian morfologicznych, aktywności fotosyntetycznej oraz zawartości wody wybranych roślin pod wpływem zanieczyszczeń powietrza. Pracuje w Katedrze Ekologii i Ochrony Środowiska na Wydziale Inżynierii Środowiska i Inżynierii Mechanicznej Uniwersytetu Przyrodniczego w Poznaniu. 16 czerwca 2020 otrzymała tytuł profesora nauk inżynieryjno-technicznych w dziedzinie nauk inżynieryjno-technicznych, w dyscyplinie inżynieria środowiska, górnictwo i energetyka.
Piastuje stanowisko profesora w  Katedrze Ekologii i Ochrony Środowiska, oraz funkcję dziekana na Wydziale Inżynierii Środowiska i Inżynierii Mechanicznej Uniwersytetu Przyrodniczego w Poznaniu.